# Шевролет Каптива
Шевролет Каптива (Chevrolet Captiva) е компактен SUV, разработен от GM Daewoo (сега GM Корея), южнокорейския филиал на General Motors (GM), и се продава под марката Шевролет. Каптива използва платформата на GM Theta и произлиза от концептуалния автомобил Chevrolet S3X разработен през 2004 г. Платформата на Theta също е в основата на Opel Antara, която е производно на Captiva и също е произведена от Daewoo. Продадена международно като „Chevrolet Captiva“, тази южнокорейска кола е с емблемата Daewoo Winstorm чак до 2011 г. В Австралия модела е с емблемата Holden Captiva.
Произвежда се от 2006 до 2018 г. в Южна Корея, Русия, Казахстан, Тайланд, Узбекистан, Китай, Виетнам и Египет. На някои пазари се нарича още Daewoo Winstorm и Holden Captiva. Базиран е на платформата GM Theta и е създадена в корейския дизайнерски офис. Задвижването е предно или 4х4. През 2011 г. има фейслифт, както и през 2016 г. За Европа моделът идва от завода в Южна Корея, който бе купен от Daewoo.
Окачването е стандартно, отпред макферсон, отзад независимо.
Моделът има много опции, които позволяват много високо обзавеждане, в което има подгряване на седалките, панорамен покрив, парктроник, мултифункционален волан. Проверявайте работата на контрактния ключ, защото може да блокира и да не може да се извади от слота. Местата са 4 или 7. Дълго време това бе предпочитан за покупка автомобил в България и в други страни.
Задната врата предлага отделно отваряне на стъклото на вратата. Багажникът е огромен, третия ред седалки се сгъват, както и втория за увеличаване на обема.
Двигатели
Бензинови
2,4 със 138, 165 и 170 к.с.
3,0 V6 с 255 к.с.
3,2 V6 с 227 к.с.
Обслужвайте редовно веригата, при 2,4 мотора има теч на масло, проблеми в главата и блока.
Дизелови
2,0 със 148 и 169 к.с.
2,2 със 161 и 181 к.с.
Ползвайте добавки, сменяйте ангренажа и излизайте често извън града, за да се изчисти филтъра за твърди частици.
Предавателни кутии
5 и 6-степенна механична
5 и 6-степенна автоматична